# 本保芳明
本保 芳明（ほんぽ よしあき、1949年（昭和24年）4月20日 - ）は、日本の運輸官僚。初代観光庁長官。国連世界観光機関（UN Tourism）アジア太平洋センター代表。東武トップツアーズ取締役会長。東京工業大学特定教授。北海道小樽市出身。

## 略歴
- 1968年（昭和43年） 北海道小樽桜陽高等学校卒業[2]
- 1972年（昭和47年） 東京工業大学（のちの東京科学大学）理工学部社会工学科卒業（囲碁部出身）[2][3]
- 1974年（昭和49年） 同大学大学院社会工学研究科社会工学専攻修士課程修了[2][4]、運輸省入省、航空局総務課[5]
- 1983年（昭和48年）4月 国際観光振興機構ジュネーブ事務所出向[5]
- 1988年（昭和53年）5月 経済協力開発機構（OECD）日本政府代表部一等書記官[5]
- 1991年（平成3年）1月 経済協力開発機構日本政府代表部参事官[5]
- 1991年（平成3年）7月1日 運輸省海上交通局外航課定期船同盟条約対策室長
- 1992年（平成4年）6月23日 運輸省運輸政策局貨物流通施設課長
- 1993年（平成5年）6月25日 運輸省海上交通局外航課長
- 1995年（平成7年）6月21日 建設省都市局都市再開発課長
- 1996年（平成8年）5月11日 建設省都市局都市再開発防災課長
- 1997年（平成9年）7月1日 運輸省運輸政策局観光部企画課長[4][2]
- 1999年（平成11年）7月13日 運輸省海上交通局総務課長
- 2001年（平成13年）1月6日 国土交通省海事局総務課長
- 2001年（平成13年）7月6日 国土交通省大臣官房審議官（海事局、港湾局併任）[5][6]
- 2002年（平成14年）7月 国土交通省大臣官房審議官（航空局併任）[2]
- 2003年（平成15年）4月1日 日本郵政公社理事（物流・国際部）兼郵便事業本部副本部長[2][5]
- 2005年（平成17年）4月 日本郵政公社理事専務執行役員兼郵便事業総本部エクスプレス事業本部長[2]
- 2006年（平成18年）4月1日 日本郵政公社理事・専務執行役員[6]
- 2007年（平成19年）6月22日 日本郵政公社退職
- 2007年（平成19年）7月10日 国土交通省大臣官房総合観光政策審議官[5]
- 2008年（平成20年）10月1日 観光庁長官[6]
- 2010年（平成22年）1月4日 退官
- 2010年（平成22年）4月 首都大学東京都市環境学部教授に就任[6]
- 2011年（平成23年） 平成23年度観光教育に関する大学学長・学部長等会議事務局、観光庁観光立国推進ラウンドテーブルモデレーター[2]
- 2012年（平成24年） 三重県観光審議会委員、三重県政策アドバイザー、山形大学高度人材育成カリキュラム検討委員会共同委員長、和歌山大学観光学部・大学院観光研究科観光教育アドバイザリーボード・メンバー、駐日大韓民国大使館アドバイザー、インバウンド研究会委員長、国家公務員共済組合連合会宿泊施設経営改善委員会委員[2]
- 2013年（平成25年） 森記念財団国際推進研究会委員長、三重県都圏営業拠点経済効果指標検討会座長、日本旅行業協会旅行業法特別検討委員会委員[2]
- 2013年（平成25年）3月 株式会社ぐるなび総研理事に就任[7]
- 2013年（平成25年）7月 東北公益文科大学客員教授[2]
- 2013年（平成25年）8月 世界観光倫理委員会委員に就任(任期は6年)[8]。
- 2014年（平成26年） 京都市観光政策審議会副会長、大丸有都市型MICEサロン座長[2]
- 2014年（平成26年）1月 観光庁参与に就任[9]。
- 2014年（平成26年）11月 東京工業大学特任教授[2]
- 2015年（平成27年）4月 首都大学東京都市環境学部特任教授[6][5]
- 2015年（平成27年）6月 ケイヒン取締役[6]
- 2016年（平成28年）6月 国連世界観光機関アジア太平洋センター代表[10]
- 2016年（平成28年）6月 一般財団法人アジア太平洋観光交流センター理事長[11]
- 2017年（平成29年）4月 東京工業大学特定教授[5]
- 2017年（平成29年）5月 イオンディライト取締役[6]
- 2018年（平成30年）4月 首都大学東京客員教授[6]
- 2019年（令和元年）5月、瑞宝重光章受章[12]
- 2021年（令和3年）8月、東武トップツアーズ取締役会長[13]
- 2022年（令和4年）6月、東武鉄道執行役員待遇（観光事業推進部担当）[14]